# هری ادگلی
هری ادگلی (انگلیسی: Harry Edgley؛ 30 November 1891 – ۱۹۶۶ (۷۴−۷۵ سال)) بازیکن فوتبال بود.